# Правова система Луїзіани
Правова система Луїзіани — правова система штату Луїзіана, заснована на цивільному праві з деякими елементами загального права . Луїзіана вирізняється серед 50 штатів США у зв'язку з тим, що її правова система заснована в першу чергу на французьких та іспанських кодифікаціях і та врешті на римському праві, на відміну від англійського загального права. Луїзіана, таким чином, наслідує систему більшості не англомовних країн світу.

## Історія
Перший Цивільний кодекс Луїзіани 1808 був написаний французькою мовою і перекладений англійською мовою Мартіном О'Каллаганом . Протягом багатьох років практикуючі юристи в штаті доклали великих зусиль, щоб гарантувати, що обидві версії збігатимуться. Незважаючи на ці зусилля деякі статті можна знайти тільки в одній версії або в іншій. Завдяки сучасним законодавчим актам, які скасовують та відновлюють статті цивільного кодексу Луїзіани, відмінності між оригіналом французькою мовою та англійським перекладом в даний час становлять переважно історичний інтерес.
Незважаючи на поширену думку (і коротке пояснення Стенлі Ковальського у п'єсі Теннессі Вільямса Трамвай Бажання) помилково буде сказати, що Цивільний кодекс Луїзіани, походить від Кодексу Наполеона; скоріше за все, два кодекси випливали з спільних джерел. Хоча розробка Кодексу Наполеона сильно вплинула на право Луїзіани, він не був прийнятий до 1804, через рік після купівлі Луїзіани. Насправді основним джерелом юриспруденції в Луїзіані може бути іспанське право. В наш час Цивільний кодекс Луїзіани складається з 3556 індивідуальних кодових статей.

## Особливості
Існують великі відмінності між цивільних правом Луїзіани та загальним правом всіх інших американських штатів. Хоча чимало цих відмінностей були витіснені в силу потужного впливу загального права, «цивілістичні» традиції лишаються глибоко вкоріненими у приватному та деяких частинах кримінального права.
Однією з часто згадуваних відмінностей є те, що в той час як суди загальної юрисдикції зобов'язані керуватися рішеннями, як правило заснованими на судовому прецеденті, правосуддя в Луїзіані, як правило, засноване на власних тлумачення закону. Однак, ця відмінність не є абсолютною. Континентальне право по-своєму поважає встановлений прецедент, що виражається в доктрині jurisprudence constante (усталеної практики). Однак Верховний суд Луїзіани відзначає принципову різницю між двома правовими доктринами: одиничне судове рішення може забезпечити достатню підставу для stare decisis, однак, низка вирішених однаково справ утворюють основу для jurisprudence constante (усталеної практики). Більше того, апеляційні суди Луїзіани чітко вказують, що усталена практика є лише вторинним джерелом права, яке не є зобов'язуючим і не підноситься до рівня stare decisis.
Нерухомість, договори, юридичні особи, більша частина цивільного процесу, а також сімейне право як і раніше зазнають сильного впливу романської правової традиції. Право Луїзіани зберігає унікальні для американського права терміни і поняття: зокрема usufruct (узуфрукт), forced heirship, (вимушені права спадкоємця), redhibition (розірвання договору купівлі -продажу зважаючи на приховані дефекти речі), and lesion beyond moiety, , (порушення умов договору).
Відповідно до цивілістичної правової традиції Конституція Луїзіани не містить права на суд присяжних у цивільних справах, хоча це право міститься в Louisiana Revised Statutes. Крім того, апеляційні суди мають набагато ширші дискреційні повноваження щодо перегляду фактів, установлених судом присяжних у цивільних справах. Окрім того, збитки розподіляються інакше, ніж в країнах з загальним правом; реальне виконання (specific performance) майже завжди доступне.
Щодо комерційного права, в 49 інших штатах повністю прийнятий Уніфікований Торговий кодекс, що стандартизує правила комерційних угод. Луїзіана прийняла більшість положень цього кодексу окрім статті 2, яка несумісна з континентально-правовою традицією, що регулює продаж товарів . Тим не менше, декілька статей щодо включення умов у договір були внесені до Цивільного кодексу . У Луїзіані основні структурні частини УТК називаються «параграфами», а не «статтями», тоді як термін «стаття» використовується для позначення положень Цивільного кодексу.
Специфіка юридичної професії також має певні відмінності. Юридична освіта, іспит для допуску до юридичної практики і стандарти юридичної практики в Луїзіані значно відрізняються від інших штатів. Наприклад, в Луїзіані зазначений іспит триває довше ніж в будь-якому іншому штаті, а саме 21,5 годин. Національний стандартизований іспит допуску до практики в Луїзіані не застосовується.